# Pseudogyrtona hemicyclopis
Pseudogyrtona hemicyclopis är en fjärilsart som beskrevs av George Francis Hampson 1926. Pseudogyrtona hemicyclopis ingår i släktet Pseudogyrtona och familjen nattflyn. Inga underarter finns listade.